# Tokushi yoron
Le Tokushi yoron (読史余論, Leçons de l'histoire) est une analyse historique de l'histoire du Japon écrite en 1712 (époque d'Edo) par Arai Hakuseki (1657-1725).

## Présentation
L'entreprise novatrice de Hakuseki pour comprendre et expliquer l'histoire du Japon diffère sensiblement des chronologies antérieures créées par d'autres écrivains tels que :
- le Gukanshō (vers 1220) de Jien, qui présente un point de vue nettement bouddhiste[2] ;
- le Jinnō shōtōki (1359) de Kitabatake Chikafusa, à la perspective distinctement shintoïste[3] ;
- le Nihon ōdai ichiran (1652) de Hayashi Gahō, au point de vue inspiré du néo-confucianisme[4].

Hakuseki évite une telle catégorisation facile et pourtant il aurait résisté à l'idée d'être étiqueté non shintoïste, non bouddhiste, non confucianiste dans sa vie ou son œuvre. Son approche analytique de l'histoire diffère de celle de ses prédécesseurs en ce que le Tokushi yoron identifie un processus de passation du pouvoir de génération en génération. Les précédentes histoires japonaises sont destinées, en grande partie, à être interprétées comme des documents grâce auxquels le passé légitime le statu quo présent.
Le Tokushi yoron n'est pas sans poser des problèmes. Hakuseki a ainsi été critiqué pour être peu enclin à identifier les sources qu'il utilise. Il emprunte par exemple beaucoup au Nihon ōdai ichiran de Hayashi Gahō, mais sans le reconnaître. Néanmoins, le modèle conceptuel du Tokushi yoron présente la périodisation de l'histoire sur la base des changements au sein du pouvoir politique et cette position rationnelle distingue ce texte historique des sources dont il s'inspire.